# Xenodermidae
Los xenodérmidos (Xenodermidae, del griego clasico ξένος (xénos), "extraño", y δέρμα (dérma), "piel") son una familia de serpientes. Comprende 6 géneros y 25 especies. Las especies de esta familia se distribuyen por Asia.

## Géneros
Incluye los siguientes géneros:
- Achalinus Peters, 1869 - 18 especies
- Fimbrios Smith, 1921 - 2 especies
- Parafimbrios Teynié, David, Lottier, Le, Vidal & Nguyen 2015 - 2 especies
- Stoliczkia Jerdon, 1870 - 2 especies
- Xenodermus Reinhardt, 1836 - 1 especie